# 健康 (蘋果)
健康是蘋果公司于2014年6月2日在苹果全球开发者大会(WWDC)上公布的健康數據移动应用程序。该应用程序运行在IOS 8或更高版本的IPhone和IPod touch上。
该应用程序可以保存健康数据，例如血压测量和血糖水平數據，也可以保存運動数据，例如步数。运动追踪器、智能手表、智能体重秤和其他设备可以將数据同步到該款應用程序。

## 外部鏈接
- 官方网站
- First HealthKit medical device （页面存档备份，存于）
- Export health data （页面存档备份，存于）